# Copo de Pitágoras

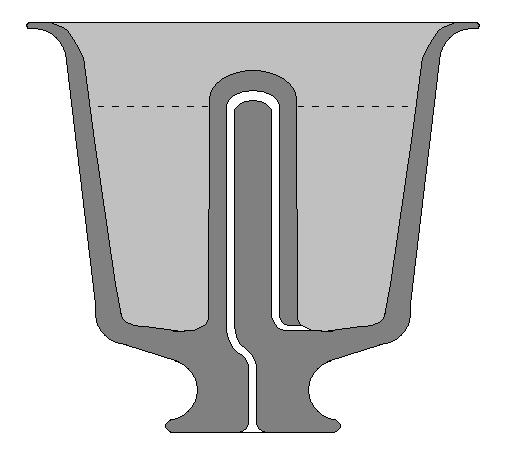
Ilustração do copo de Pitágoras.

O copo de Pitágoras consiste de uma taça com uma tubulação dobrada em seu interior, à medida que esse copo é preenchido por água se porta como uma taça normal, porém quando a água ultrapassa a altura da estrutura em seu interior, a água escoa totalmente. A invenção deste copo é atribuída a Pitágoras e consiste de um ótimo experimento aplicado ao ensino de física.

## Funcionamento
Um copo de Pitágoras parece um copo normal, exceto que dentro da bacia dele há uma coluna central. Esta é posicionada diretamente sobre a haste do copo e sobre um buraco no fundo da haste. Uma pequena tubulação aberta corre desse buraco quase até o topo da coluna central, Onde há uma câmara aberta. A câmara é conectada por uma segunda tubulação para o fundo da coluna central, onde um furo na coluna expõe a tubulação para a bacia do copo.
Quando o copo é enchido, o líquido sobe através da segunda tubulação até à câmara no topo da coluna central, seguindo o princípio de Pascal dos vasos comunicantes. Enquanto a altura do líquido não ultrapassar a altura da câmara, nada acontece. Mas se ultrapassar, o líquido derrama através da câmara na primeira tubulação e para fora pelo fundo. A pressão hidrostática então cria um sifão através da coluna central causando o conteúdo inteiro do copo ser esvaziado através do buraco no fundo da haste.